# Народни фронт (Украјина)
Народни фронт (НФ; укр. Народний фронт, НФ) националистичка je политичка партија у Украјини коју су основали Арсениј Јацењук и Олександр Турчинов 2014. године. Многи чланови Народног фронта су бивши чланови Отаџбине, укључујући Јацењука и Турчинова.
Странка је освојила 82 посланичких места у Врховној ради на украјинским парламентарним изборима 2014. године. Странка није учествовала на украјинским парламентарним изборима у јулу 2019.